# Ourapteryx marginata
Ourapteryx marginata là một loài bướm đêm trong họ Geometridae.